# Hormoslyr
Hormoslyr var varunamnet på ett växtbekämpningsmedel som användes inom skogsbruket för att bekämpa lövsly samt mot ogräs längs banvallar. Bekämpningsmedlet förbjöds på 1970-talet efter en uppmärksammad debatt om miljögift.

## Verkan
Hormoslyr fungerar som ett tillväxthormon på vissa växter så att de, enkelt uttryckt, växer ihjäl sig. De två aktiva substanserna är fenoxisyrorna 2,4-D (diklorfenoxiättiksyra) och 2,4,5-T (triklorfenoxiättiksyra) - samma innehåll som det uppmärksammade Agent Orange, som skapade stora skador under Vietnamkriget. 2,4,5-T förbjöds i Sverige 1977. Förutom fenoxisyror innehöll hormoslyr även små mängder av dioxin. Det uppstår som biprodukt vid användning av äldre metoder för att tillverka 2,4,5-T.

## Debatten
Fenoxisyror och dioxin kan orsaka bland annat fosterskador och cancer. En gravid kvinna som fick en kraftig giftdusch när hon plockade bär födde ett skadat barn. Med barnet på armen uppvaktade hon dåvarande statsministern Thorbjörn Fälldin, som blev allvarligt bekymrad. Debatten var livlig och förbudet var en följd av en aktiv miljöopinion och en därav framtvingad försiktighetsprincip.

## Tillverkning
Hormoslyr tillverkades av BT Kemi och var föremål för mycket debatt under 1970-talet, eftersom många var oroliga för de långsiktiga effekterna på människor och natur. BT Kemi orsakade den största och mest svårsanerade svenska miljöskandalen i Teckomatorp, där man ännu på 2010-talet har grävt upp efterlämnade gifttunnor med bland annat dioxin. Homoslyr innehöll samma fenoxisyror och dioxin som Agent Orange, som är det avlövningsmedel som användes i Vietnamkriget. I ett försök att lugna opinionen drack BT Kemis danske direktör Lars Foss en dos hormoslyr i TV 1975. Rykten har sedan spridits om att han kort därpå avled i cancer, men Foss levde till 2007 och en ålder av 83 år. Däremot dog BT Kemis platschef i cancer på 1980-talet.

## Miljörörelsens aktioner
Miljöaktivister från bland annat Torsby, Falun och Gävle gjorde energiskt motstånd mot flygbesprutningarna. Man följde besprutningsplanen från marken, höll radiokontakt under spaningarna och man lokaliserade de kamouflerade flygplatserna/landningsbanorna i skogen och kedjade där fast sig i protest 1976. Strax därefter, 1977, förbjöds hormoslyrbesprutningarna. Inga dispenser söktes. Skogsbruket fick återgå till den avsevärt arbetsintensivare motormanuella röjningen.